# Grenay, Pas-de-Calais
Grenay är en kommun i departementet Pas-de-Calais i regionen Hauts-de-France i norra Frankrike. Kommunen ligger i kantonen Liévin-Nord som tillhör arrondissementet Lens. År 2022 hade Grenay 6 674 invånare.

## Befolkningsutveckling
Antalet invånare i kommunen Grenay
| Referens: INSEE |